# Szabolcs Mészáros
| 84919 Karinthy  | 3 novembre 2003 |
| 90376 Kossuth   | 5 novembre 2003 |
| 197192 Kazinczy | 5 novembre 2003 |

Szabolcs Mészáros (Kiskunfélegyháza, 12 marzo 1981) è un astronomo ungherese.
Dopo la laurea nel 2004 in astronomia all'Università di Seghedino, ha ottenuto presso lo stesso istituto il dottorato nel 2010. Successivamente si è trasferito all'Istituto di Astrofisica delle Canarie e quindi all'Università dell'Indiana.
Il Minor Planet Center gli accredita la scoperta di cinque asteroidi, effettuate nel 2003, tutte in collaborazione con Krisztián Sárneczky.